# Естервілл (Айова)
Естервілл (англ. Estherville) — місто (англ. city) в США, в окрузі Еммет штату Айова. Населення — 5904 особи (2020).

## Географія
Естервілл розташований за координатами 43°23′59″ пн. ш. 94°50′4″ зх. д. / 43.39972° пн. ш. 94.83444° зх. д. (43.399797, -94.834516).  За даними Бюро перепису населення США в 2010 році місто мало площу 13,79 км², уся площа — суходіл.

## Демографія
Згідно з переписом 2010 року, у місті мешкало 6360 осіб у 2607 домогосподарствах у складі 1546 родин. Густота населення становила 461 особа/км².  Було 2892 помешкання (210/км²).
Расовий склад населення:
| - 90,6 % — білих - 0,8 % — чорних або афроамериканців - 0,7 % — корінних американців - 0,6 % — азіатів - 5,4 % — осіб інших рас |

До двох чи більше рас належало 1,9 %. Частка іспаномовних становила 11,0 % від усіх жителів.
За віковим діапазоном населення розподілялося таким чином: 23,2 % — особи молодші 18 років, 58,8 % — особи у віці 18—64 років, 18,0 % — особи у віці 65 років та старші. Медіана віку мешканця становила 37,2 року. На 100 осіб жіночої статі у місті припадало 101,1 чоловіків;  на 100 жінок у віці від 18 років та старших — 99,4 чоловіків також старших 18 років.
Середній дохід на одне домашнє господарство  становив 59 130 доларів США (медіана — 43 536), а середній дохід на одну сім'ю — 74 343 долари (медіана — 57 714). Медіана доходів становила 41 370 доларів для чоловіків та 33 631 долар для жінок. За межею бідності перебувало 16,2 % осіб, у тому числі 21,9 % дітей у віці до 18 років та 6,3 % осіб у віці 65 років та старших.
Цивільне працевлаштоване населення становило 3001 осіб. Основні галузі зайнятості: виробництво — 28,1 %, освіта, охорона здоров'я та соціальна допомога — 21,9 %, роздрібна торгівля — 12,5 %, будівництво — 6,4 %.